# Chaipareh (Verwaltungsbezirk)
Chaipareh (persisch شهرستان چایپاره) ist ein Schahrestan in der Provinz West-Aserbaidschan im Iran. Er enthält die Stadt Chaipareh, welche die Hauptstadt des Verwaltungsbezirks ist. 

## Demografie
Bei der Volkszählung 2016 betrug die Einwohnerzahl des Schahrestan 47.292. Die Alphabetisierung lag bei 82 Prozent der Bevölkerung. Knapp 57 Prozent der Bevölkerung lebten in urbanen Regionen.
| Zensusjahr | Einwohnerzahl |
| ---------- | ------------- |
| 2011       | 43.206        |
| 2016       | 47.292        |